# Portkey Games
Portkey Games é um selo de videogames de propriedade da Warner Bros. Games fundada em 2017 e dedicada a criar experiências de jogos relacionadas a franquia de mídia Wizarding World. No início, o foco principal da empresa era a publicação de jogos para celular, mas em 2023, sua atuação foi diversificada com o lançamento de Hogwarts Legacy para PC e consoles.

## História
A Portkey Games foi fundada em 2017, estando empenhada em produzir jogos de aventura ligados ao Wizarding World.. O selo anunciou seu primeiro jogo em 2017, trabalhando com os criadores de Pokémon Go, Niantic, para produzir Harry Potter: Wizards Unite.
Mais tarde, em 2017, antes do lançamento de Wizards Unite,  a Portkey Games também anunciou um segundo jogo para celular em desenvolvimento, chamado Harry Potter: Hogwarts Mystery. Hogwarts Mystery permite que os usuários joguem como um estudante de Hogwarts e se passa antes dos eventos da série Harry Potter. O jogo foi lançado exclusivamente para iOS e Android em 25 de abril de 2018. A Portkey Games lançou mais dois jogos para celular: Harry Potter: Puzzles & Spells em 2020 e Harry Potter: Magic Awakened em 2021.
Em 2023, a Portkey Games lançou Hogwarts Legacy, um RPG de ação desenvolvido pela Avalanche Software. O jogo se passa no final dos anos 1800 e ocorre em vários locais do Wizarding World. O jogo alcançou sucesso logo após sua estreia, vendendo 12 milhões de cópias e gerando US$850 milhões em vendas globalmente em duas semanas. Ele também quebrou recordes da empresa para a Warner Bros. Games em termos de engajamento do jogador, chegando a 280 milhões de horas jogadas.

## Jogos
| Ano  | Título                            | Desenvolvedor                  | Plataforma(s)                                                                                        | Ref.   |
| ---- | --------------------------------- | ------------------------------ | --- | ------ |
| 2018 | Harry Potter: Hogwarts Mystery    | Jam City                       | Android, iOS                                                                                         | [ 10 ] |
| 2019 | Harry Potter: Wizards Unite       | Niantic WB Games San Francisco | Android, iOS                                                                                         | [ 17 ] |
| 2020 | Harry Potter: Puzzles & Spells    | Zynga                          | Android, iOS, Fire OS, Facebook                                                                      | [ 11 ] |
| 2021 | Harry Potter: Magic Awakened      | Zen Studio                     | Android, iOS, Windows                                                                                | [ 11 ] |
| 2023 | Hogwarts Legacy                   | Avalanche Software             | PlayStation 4, PlayStation 5, Windows, Xbox One, Xbox Series X/S, Nintendo Switch, Nintendo Switch 2 | [ 18 ] |
| 2024 | Harry Potter: Quidditch Champions | Unbroken Studios               | PlayStation 4, PlayStation 5, Windows, Xbox One, Xbox Series X/S, Nintendo Switch                    | [ 19 ] |